# 後藤健流
後藤 健流（ごとう たける 、1988年3月24日 - ）は、日本の俳優、ダンスパフォーマー、振付師、舞台演出家。東京都出身。
妹の後藤紗亜弥とダンスボーカルユニット「BLOODLINE」を2010年6月25日に結成しライブ活動をしている。2020年6月25日に「BLOODLINE」から後藤兄妹に改名した。

## 出演

### 舞台
- 遥かなる空 - 主演・青木遥人役(2019年8月-9月、新宿村LIVE)
- DARKNESS HEELS〜THE LIVE〜 - クレスト・ハーロイ役
- ハイキュー!! - 音駒高校 夜久衛輔役
- THE CONVOY SHOW vol.32 『asiapan』
- 信長の野望・大志 - 羽柴秀吉役[2]
- 梅棒 7th ATTACK『ピカイチ！』
- Club SLAZY - グラフ役
- ロックミュージカル ONE LOVE - 隼人役
- 轟然 - シン役
- 鬼切丸（再演） - 鬼丸国綱役
- 朱と煤 aka to kuro - 三条斗真役
- ヨーロッパ・ フェスティバル - 日本代表パフォーマー
- to U ～友情を超えた狂気を君に贈る～ - 武蔵役
- 幕末純情伝 - 岡田以蔵役
- 少年隊プレイゾーン「ウェスト・サイド・ストーリー」 - ギー・ター役
- グリース
- エキストラ・エトセトラ - 主演・サトー役
- ダッドシューズ 2025 - マル役[3]

など

### 映画
- HK 変態仮面 アブノーマル・クライシス
- 短編映画「宵の棒鱈」主演 下戸役
- Tokyo Loss

### 演出
- シンデレイル - 演出・振り付け[4]
- グラファー - 脚本・演出・振付
- グラファーVol.2 支配人 - 脚本・演出・振付
- とりあえずコレで。 - 作・構成・演出・振付
- Soul Sign - コント作・振付

など

### 振付
- TEAM Party SEIGAKU・HIGA （2018年）
- ツキプロ文化祭 （2018年）
- 2.5次元ダンスライブ「SQ」ステージ「S.Q.S」 （2018年）
- 妻らない極道たち （2018年）
- ケルベロス （2018年）
- プリンスアイスワールド （2017年、2018年）
- バグバスターズ Blue (殺陣・振付) （2017年）
- キャプテンハーロック〜次元航海～ （2016年）
- 鬼切丸 (殺陣・振付) （2015年）
- 戦国降臨ガール （2015年）
- 轟然 （2015年）
- アガルタの虹 （2015年）
- デザインフェスタ （2015年）
- グラファーVol.1〜2 （2014年）
- 夜のミラクル☆トレイン
- EAST SIDE STORY
- The Kingdom Of Entertainment
- リプレイス（TAP振付）